# Réflecteur parabolique
Pour les articles homonymes, voir réflecteur.

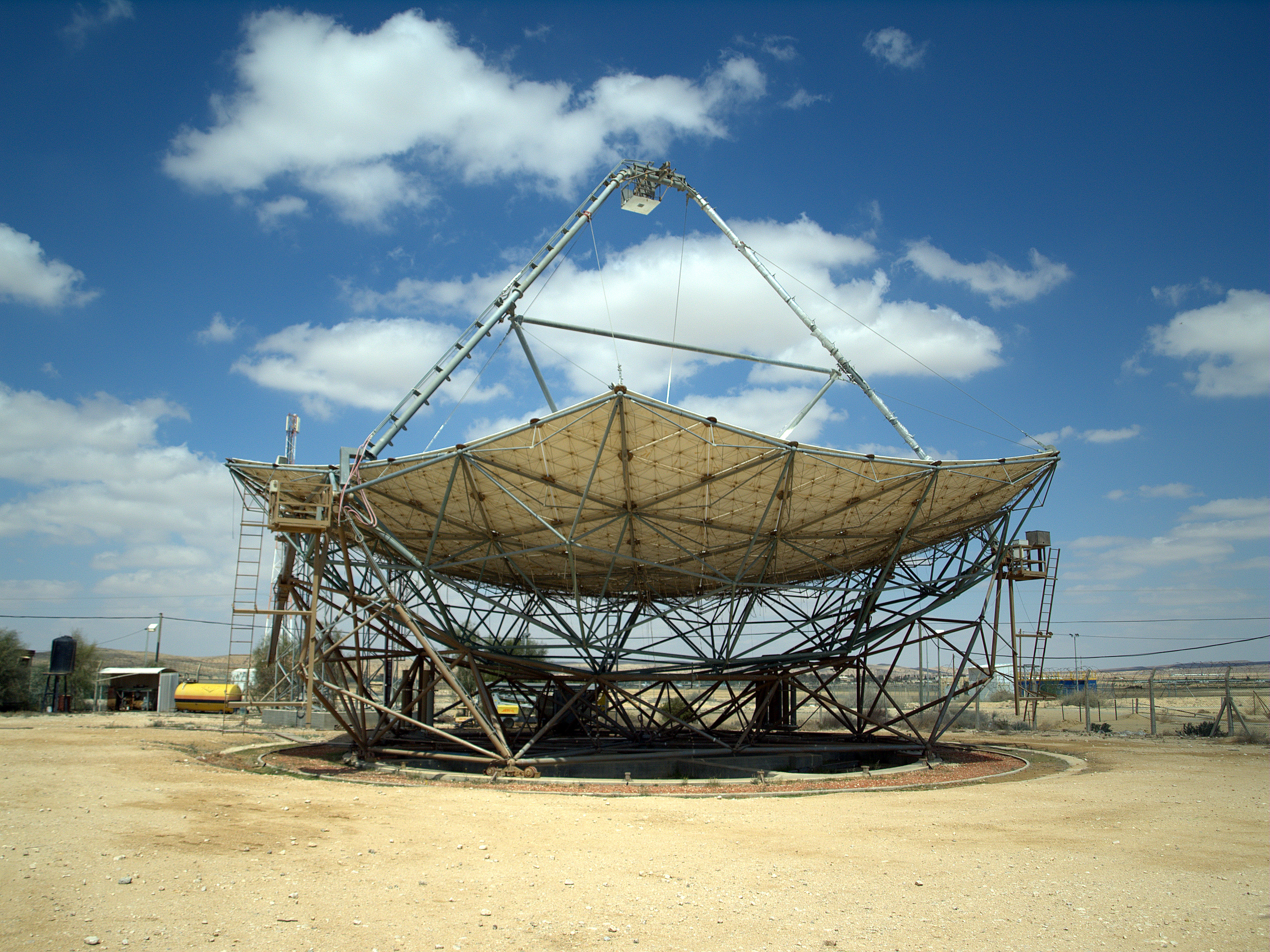
L'une des plus grandes paraboles solaires au monde au Ben-Gurion National Solar Energy Center en Israël.

Paraboloïde circulaire.

Un réflecteur parabolique  (ou paraboloïde ou paraboloïdal) ou une parabole ou un miroir parabolique est une surface réfléchissante utilisée pour collecter ou projeter de l'énergie telle que la lumière, le son ou les ondes radio. Sa forme fait partie d'un paraboloïde circulaire, c'est-à-dire la surface générée par une parabole tournant autour de son axe. Le réflecteur parabolique transforme une onde plane entrante se déplaçant le long de l'axe en une onde sphérique convergeant vers le foyer. Inversement, une onde sphérique générée par une source ponctuelle (en) placée au foyer est réfléchie en une onde plane se propageant sous la forme d'un faisceau collimaté le long de l'axe.
Les réflecteurs paraboliques sont utilisés pour collecter l'énergie d'une source éloignée (par exemple les ondes sonores ou la lumière d'une étoile). Étant donné que les principes de la réflexion sont réversibles, les réflecteurs paraboliques peuvent également être utilisés pour collimater le rayonnement d'une source isotrope en un faisceau parallèle. En optique, les miroirs paraboliques sont utilisés pour recueillir la lumière dans les télescopes réflecteurs et les fours solaires, et pour projeter un faisceau de lumière dans les lampes de poche, les projecteurs, les éclairages de scène, et les phares de voiture. En radiofréquences, les antennes paraboliques sont utilisées pour émettre un faisceau étroit d'ondes radio pour les communications point à point dans les antennes paraboliques et les faisceaux hertziens, et pour localiser les aéronefs, les navires et les véhicules dans les radars. En acoustique, les microphones paraboliques (en) sont utilisés pour enregistrer des sons lointains tels que les cris d'oiseaux, dans les reportages sportifs et pour écouter des conversations privées dans le cadre de l'espionnage et de l'application de la loi.

## Théorie
Au sens strict, la forme tridimensionnelle du réflecteur est appelée paraboloïde. Une parabole est la figure bidimensionnelle. (Cependant, dans le langage informel, le mot "parabole" et l'adjectif "parabolique" qui lui est associé sont souvent utilisés à la place de "paraboloïde" et "paraboloïdal".
Si une parabole est positionnée en coordonnées cartésiennes avec son sommet à l'origine et son axe de symétrie le long de l'axe des y, de sorte que la parabole s'ouvre vers le haut, son équation est {\textstyle 4fy=x^{2}}, où {\textstyle f} est sa distance focale. (Voir "Parabole#Dans un système de coordonnées cartésiennes".) De même, les dimensions d'une parabole symétrique sont liées par l'équation : {\textstyle 4FD=R^{2}}, où {\textstyle F} est la distance focale, {\textstyle D} est la profondeur de la parabole (mesurée le long de l'axe de symétrie du sommet au plan du bord), et {\textstyle R} est le rayon de la parabole à partir du centre. Toutes les unités utilisées pour le rayon, le point focal et la profondeur doivent être identiques. Si deux de ces trois quantités sont connues, cette équation peut être utilisée pour calculer la troisième.
Un calcul plus complexe est nécessaire pour trouver le diamètre de la parabole "mesuré le long de sa surface". Ce diamètre, parfois appelé "diamètre linéaire", est égal au diamètre d'une feuille de matériau plat et circulaire, généralement en métal, qui a la bonne taille pour être coupée et pliée afin de fabriquer la parabole. Deux résultats intermédiaires sont utiles pour le calcul : {\textstyle P=2F} (ou l'équivalent : {\textstyle P={\frac {R^{2}}{2D}}}) et {\textstyle Q={\sqrt {P^{2}+R^{2}}}}, où F, D et R sont définis comme ci-dessus. Le diamètre de la parabole, mesuré le long de la surface, est alors donné par : {\textstyle {\frac {RQ}{P}}+P\ln \left({\frac {R+Q}{P}}\right)}, où {\textstyle \ln(x)} signifie le logarithme naturel de x, c'est-à-dire son logarithme en base "e".
On peut comparer avec les formules des volumes d'un cylindre{\textstyle (\pi R^{2}D),} d'une hémisphère {\textstyle ({\frac {2}{3}}\pi R^{2}D,} où {\textstyle D=R),} et d'un cône {\textstyle ({\frac {1}{3}}\pi R^{2}D).} {\textstyle \pi R^{2}} est l'aire d'ouverture de la parabole, l'aire entourée par le bord, qui est proportionnelle à la quantité de lumière solaire que la parabole peut intercepter. L'aire de la surface concave de la parabole peut être calculée à l'aide de la formule de calcul de l'aire d'une surface de révolution, qui donne {\textstyle A={\frac {\pi R}{6D^{2}}}\left((R^{2}+4D^{2})^{3/2}-R^{3}\right)}, à condition que {\textstyle D\neq 0}. La fraction de lumière réfléchie par la parabole, à partir d'une source lumineuse située au foyer, est donnée par {\textstyle 1-{\frac {\arctan {\frac {R}{D-F}}}{\pi }}}, où {\displaystyle F,} {\displaystyle D,} et {\displaystyle R} sont définis comme ci-dessus.

Les rayons parallèles entrant dans un miroir parabolique sont focalisés en un point F. Le sommet est V, et l'axe de symétrie passe par V et F. Pour les réflecteurs désaxés (avec seulement la partie du paraboloïde entre les points P_{1} et P_{3}), le récepteur est toujours placé au foyer du paraboloïde, mais il ne projette pas d'ombre sur le réflecteur.

Le réflecteur parabolique fonctionne grâce aux propriétés géométriques de la forme parabolique : tout rayon entrant qui est parallèle à l'axe de la parabole sera réfléchi vers un point central, ou "foyer" (pour une preuve géométrique, cliquez sur ici). Étant donné que de nombreux types d'énergie peuvent être réfléchis de cette manière, les réflecteurs paraboliques peuvent être utilisés pour collecter et concentrer l'énergie entrant dans le réflecteur sous un angle particulier. De même, l'énergie rayonnant du foyer vers la parabole peut être transmise vers l'extérieur dans un faisceau parallèle à l'axe de la parabole.
Contrairement aux réflecteurs sphériques, qui souffrent d'une aberration sphérique d'autant plus forte que le rapport entre le diamètre du faisceau et la distance focale est grand, les réflecteurs paraboliques peuvent accueillir des faisceaux de n'importe quelle largeur. Toutefois, si le faisceau entrant fait un angle non nul avec l'axe (ou si la source ponctuelle émettrice n'est pas placée au foyer), les réflecteurs paraboliques souffrent d'une aberration appelée coma. Ce phénomène concerne principalement les télescopes, car la plupart des autres applications ne nécessitent pas une résolution précise en dehors de l'axe de la parabole.
La précision avec laquelle une parabole doit être fabriquée pour bien focaliser l'énergie dépend de la longueur d'onde de l'énergie. Si la parabole est fausse d'un quart de longueur d'onde, l'énergie réfléchie sera fausse d'une demi-longueur d'onde, ce qui signifie qu'elle interférera de manière destructive avec l'énergie qui a été réfléchie correctement par une autre partie de la parabole. Pour éviter cela, la parabole doit être fabriquée correctement à environ 1/20 d'une longueur d'onde près. La gamme de longueurs d'onde de la lumière visible se situe entre 400 et 700 nanomètres (nm), de sorte que pour bien focaliser toute la lumière visible, un réflecteur doit être correct à environ 20 nm près. À titre de comparaison, le diamètre d'un cheveu humain est généralement d'environ 50 000 nm, de sorte que la précision requise pour qu'un réflecteur focalise la lumière visible est environ 2500 fois inférieure au diamètre d'un cheveu. Par exemple, le défaut du miroir du télescope spatial Hubble (trop plat d'environ 2 200 nm à son périmètre) a provoqué une grave aberration sphérique jusqu'à ce qu'il soit corrigé par l'opération COSTAR (en).
Les micro-ondes, telles que celles utilisées pour les signaux de télévision par satellite, ont des longueurs d'onde de l'ordre de dix millimètres, de sorte que les antennes paraboliques destinées à focaliser ces ondes peuvent se tromper d'un demi-millimètre environ et continuer à fonctionner correctement.

## Variantes

### Réflecteur à focale équilibrée

Une d'un réflecteur parabolique à foyer équilibré.

Il est parfois utile que le centre de masse d'un réflecteur coïncide avec son foyer. Cela permet de l'orienter facilement vers une source de lumière mobile, telle que le soleil dans le ciel, alors que son foyer, où se trouve la cible, est stationnaire. La parabole est tournée autour d' axes qui passent par le foyer et autour desquels elle est équilibrée. Si la parabole est symétrique et faite d'un matériau uniforme d'épaisseur constante, et si F représente la distance focale du paraboloïde, cette condition d'"équilibre du foyer" se produit si la profondeur de la parabole, mesurée le long de l'axe du paraboloïde depuis le sommet jusqu'au plan du bord de la parabole, est égale à 1,8478 fois F. Le rayon du bord est 2,7187 F. Le rayon angulaire du bord, vu du point focal, est de 72,68 degrés.

### Réflecteur de Scheffler
La configuration à foyer équilibré (voir ci-dessus) exige que la profondeur de la parabole du réflecteur soit supérieure à sa longueur focale, de sorte que le foyer se trouve à l'intérieur de la parabole. Le foyer est donc situé à l'intérieur de la parabole, ce qui peut le rendre difficile d'accès. Une autre approche est illustrée par le réflecteur de Scheffler, nommé d'après son inventeur, Wolfgang Scheffler (en). Il s'agit d'un miroir paraboloïde que l'on fait tourner autour d'axes qui passent par son centre de masse, mais celui-ci ne coïncide pas avec le foyer, qui se trouve à l'extérieur de la parabole. Si le réflecteur était un paraboloïde rigide, le foyer se déplacerait lorsque la parabole tournerait. Pour éviter cela, le réflecteur est flexible et est plié lorsqu'il tourne afin de maintenir le foyer immobile. Idéalement, le réflecteur devrait être exactement parabolique à tout moment. En pratique, il n'est pas possible d'y parvenir exactement, et le réflecteur de Scheffler n'est donc pas adapté aux applications nécessitant une grande précision. Il est utilisé dans des applications telles que la cuisine solaire, où la lumière du soleil doit être suffisamment concentrée pour frapper une marmite, mais pas à un point précis.

### Réflecteurs désaxés
Un paraboloïde circulaire est théoriquement illimité en taille. Tout réflecteur pratique n'utilise qu'un segment de ce paraboloïde. Souvent, ce segment comprend le sommet (en) du paraboloïde, là où sa courbure est la plus grande et où l'axe de symétrie croise le paraboloïde. Toutefois, si le réflecteur est utilisé pour concentrer l'énergie entrante sur un récepteur, l'ombre du récepteur tombe sur le sommet du paraboloïde, qui fait partie du réflecteur, de sorte qu'une partie du réflecteur est perdue. Ce problème peut être évité en fabriquant le réflecteur à partir d'un segment du paraboloïde qui est décalé par rapport au sommet et à l'axe de symétrie. L'ensemble du réflecteur reçoit l'énergie, qui est ensuite focalisée sur le récepteur. Cette méthode est fréquemment utilisée, par exemple, dans les antennes de réception de télévision par satellite, ainsi que dans certains types de télescopes astronomiques (par exemple, le Green Bank Telescope, le James Webb Space Telescope).
Des réflecteurs désaxés précis, utilisés dans les fours solaires et d'autres applications non critiques, peuvent être fabriqués très simplement en utilisant un four rotatif, dans lequel le récipient de verre fondu est décalé par rapport à l'axe de rotation. Pour fabriquer des éléments moins précis, tels que des antennes paraboliques, la forme est conçue par ordinateur, puis plusieurs antennes sont estampées à partir d'une feuille de métal.
Les réflecteurs désaxés se dirigeant des latitudes moyennes vers un satellite géostationnaire quelque part au-dessus de l'équateur sont plus inclinés qu'un réflecteur coaxial. L'effet est que le bras pour tenir la parabole peut être plus court et que la neige a tendance à moins s'accumuler dans (la partie inférieure de) la parabole.

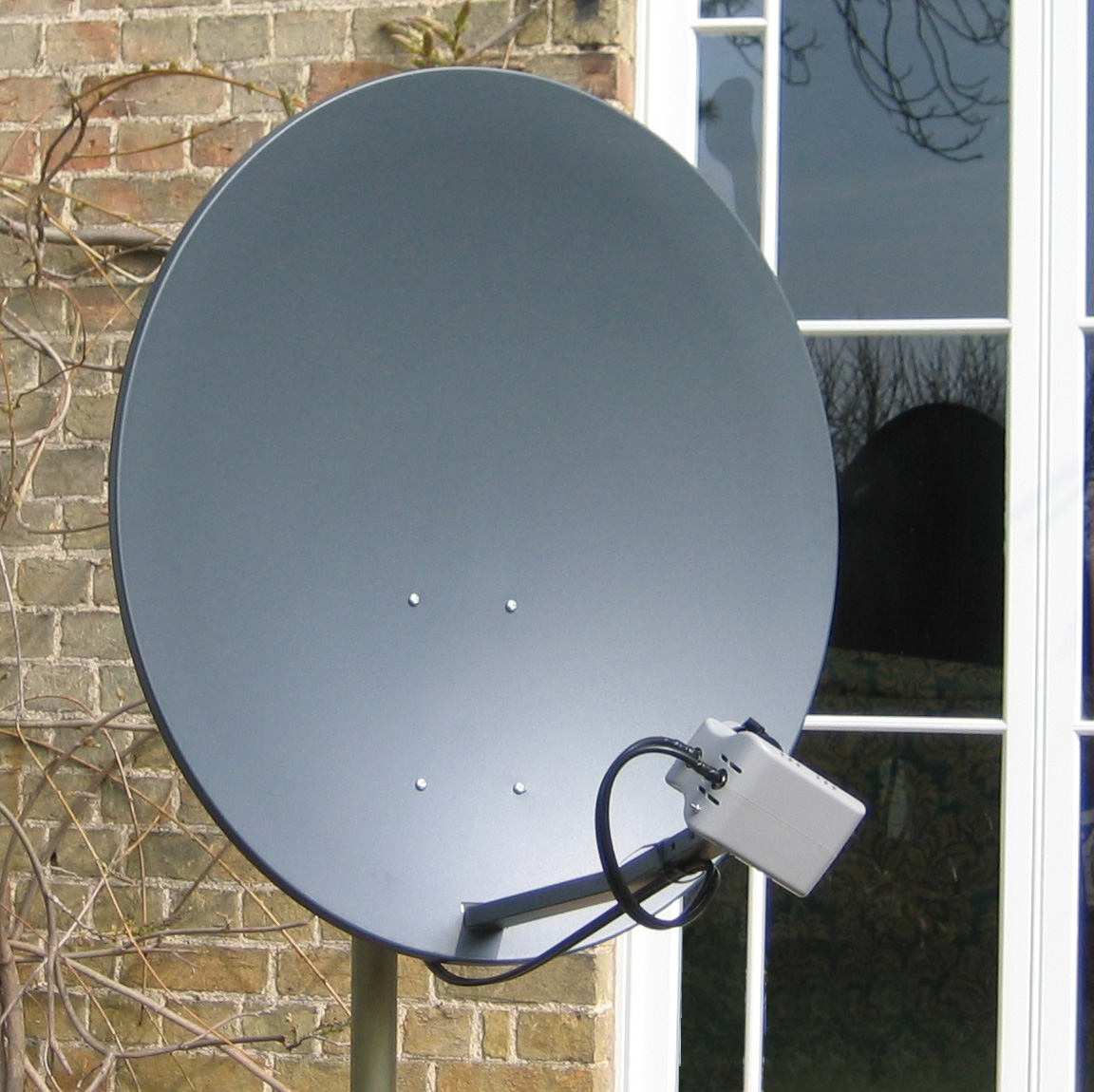
Antenne satellite désaxée pour le satellite ASTRA.
Le sommet du paraboloïde se trouve sous le bord inférieur de la parabole. La courbure de la parabole est maximale près du sommet. L'axe, qui est dirigé vers le satellite, passe par le sommet et le module de réception, qui est au foyer.

## Histoire
Le principe des réflecteurs paraboliques est connu depuis l'Antiquité classique, lorsque le mathématicien Dioclès les décrit dans son livre Sur les miroirs ardents et prouve qu'ils focalisent un faisceau parallèle en un point. Archimède, au troisième siècle avant notre ère, a étudié les paraboloïdes dans le cadre de son étude de l'équilibre hydrostatique, et il a été revendiqué qu'il a utilisé des réflecteurs pour mettre le feu à la flotte romaine pendant le Siège de Syracuse. Il semble toutefois peu probable que cela soit vrai, car l'affirmation n'apparaît pas dans les sources avant le IIe siècle de notre ère, et Dioclès ne la mentionne pas dans son livre.
Les miroirs et réflecteurs paraboliques ont également été étudiés de manière approfondie par le physicien Roger Bacon au XIIIe siècle après J.-C.. James Gregory, dans son livre Optica Promota (1663), a souligné qu'un télescope réflecteur doté d'un miroir parabolique corrigerait l'aberration sphérique ainsi que l'aberration chromatique observée dans les lunettes astronomiques. Le modèle qu'il a conçu porte son nom : le « télescope grégorien » ; mais selon sa propre confession, Gregory n'avait aucune compétence pratique et il n'a pu trouver aucun opticien capable d'en construire un. Isaac Newton connaissait les propriétés des miroirs paraboliques mais a choisi une forme sphérique pour le miroir de son télescope de Newton afin d'en simplifier la construction. Les phares utilisaient aussi couramment des miroirs paraboliques pour transformer un point lumineux d'une lanterne en un faisceau, avant d'être remplacés par des lentilles de Fresnel plus efficaces au XIXe siècle. En 1888, Heinrich Hertz, un physicien allemand, a construit la première antenne à réflecteur parabolique au monde.

## Applications

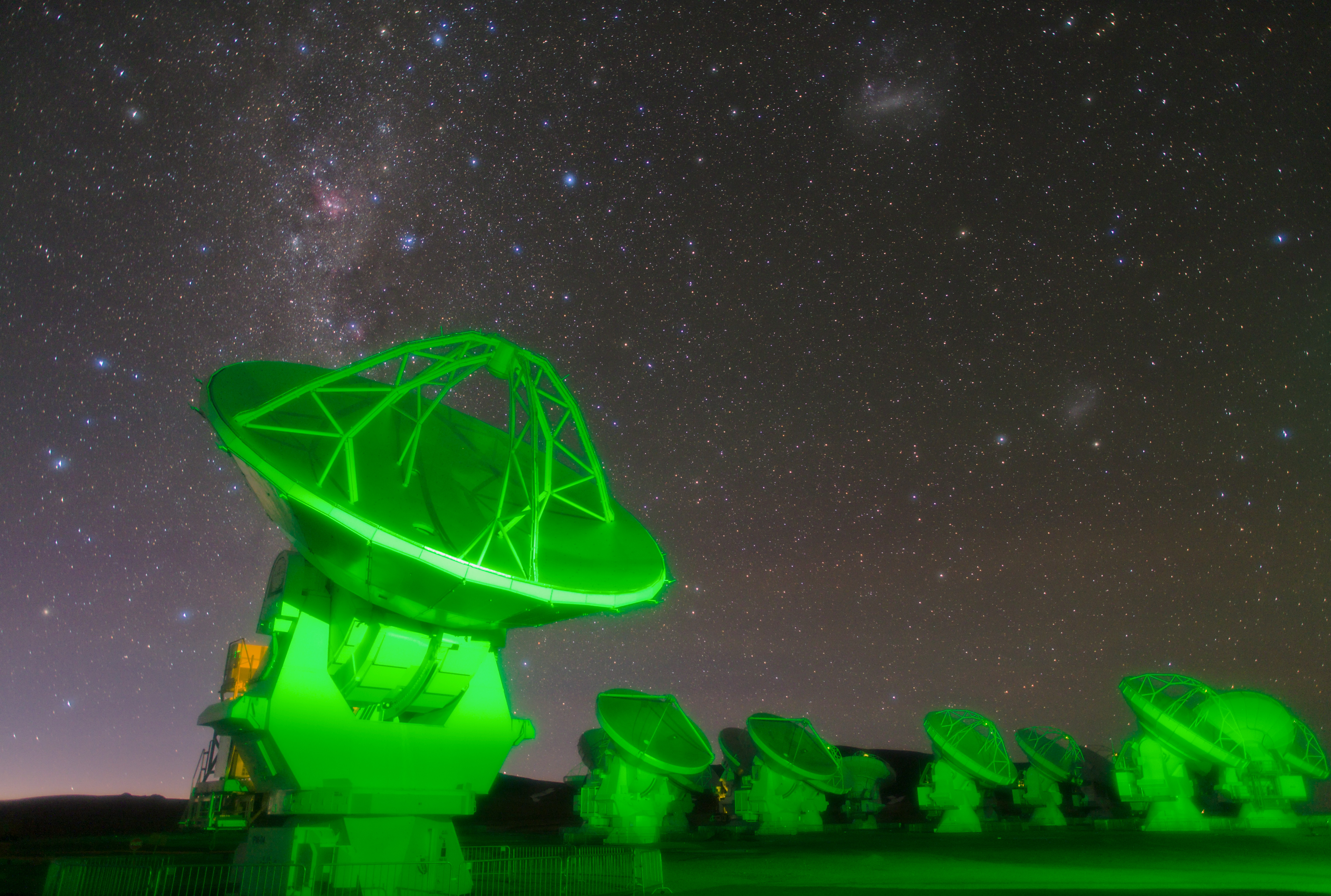
Antennes du Atacama Large Millimeter Array sur le plateau de Chajnantor.

Les applications modernes les plus courantes du réflecteur parabolique sont les antennes paraboliques, les télescopes réflecteurs, les radiotélescopes, les microphones paraboliques (en), les fours solaires, les cuiseurs solaires et de nombreux éclairages électriques tels que les spotlights, les phares de voiture, les lampes PAR (en) et les boîtiers de LED.

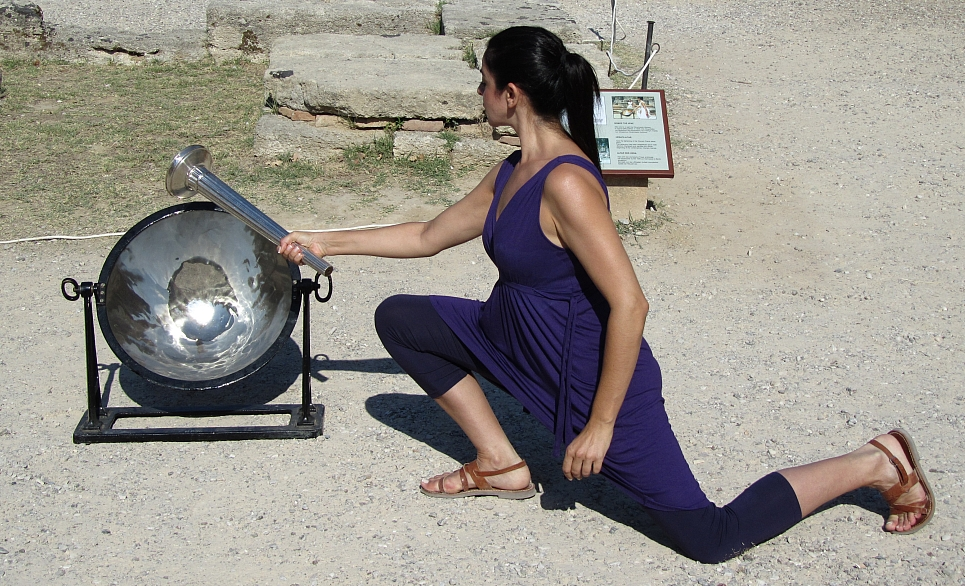
Allumage de la flamme olympique avec un réflecteur parabolique.

La Flamme olympique est traditionnellement allumée à Olympie, en Grèce, à l'aide d'un réflecteur parabolique concentrant la lumière du soleil, puis transportée jusqu'au site des Jeux. Les miroirs paraboliques sont l'une des nombreuses formes de verre ardent.
Les réflecteurs paraboliques sont très utilisés pour créer des illusions d'optique. Ils se composent de deux miroirs paraboliques opposés, avec une ouverture au centre du miroir supérieur. Lorsqu'un objet est placé sur le miroir inférieur, les miroirs créent une image réelle, qui est une copie pratiquement identique de l'original qui apparaît dans l'ouverture. La qualité de l'image dépend de la précision de l'optique. Certaines de ces illusions sont fabriquées avec des tolérances de l'ordre du millionième de pouce (1 pouce : 2,54 cm).
Un réflecteur parabolique pointant vers le haut peut être formé en faisant tourner un liquide réfléchissant, comme le mercure, autour d'un axe vertical. C'est ce qui rend possible le télescope à miroir liquide. La même technique est utilisée dans les fours rotatifs (en) pour fabriquer des réflecteurs solides.
Les réflecteurs paraboliques sont également une solution populaire pour augmenter la puissance des signaux de technique de transmission sans fil (WiFi...). Même avec des réflecteurs simples, des utilisateurs ont signalé des gains de 3 dB ou plus,.